# Рим, Лавиния Эллен
Лавиния Эллен Рим (англ. Lavinia Ellen "Vinnie" Ream, в замужестве Hoxie; 1847—1914) — американская художница и скульптор.
Самая известная её работа — статуя президента США Авраама Линкольна, находящаяся по настоящее время в ротонде Капитолия США.

## Биография
Родилась 25 сентября 1847 года в Мэдисоне, штат Висконсин, в семье Роберта Ли Рима, гражданского служащего, и его жены шотландского происхождения Лавинии Эллен Макдональд. Брат Лавинии, полный тёзка отца — Роберт Ли, в годы Гражданской войны в США записался в армию Конфедерации в Арканзасе и служил в 3-й полевой батарее Арканзаса.
Лавиния Рим училась в Христианском колледже в Колумбии, штат Миссури, ныне известном как Колумбийский колледж. В Сент-Клер-холле колледжа находится портрет Марты Вашингтон её работы.
В 1861 году её семья переехала в Вашингтон. После того, как стало ухудшаться здоровье её отца, Лавиния начала работать, чтобы материально поддерживать семью. Она стала одной из первых женщин, которые были наняты федеральным правительством в качестве клерка по возвращению почтовых отправлений почтамта Соединённых Штатов во время Гражданской войны. Она также участвовала в хоре баптистской церкви, певшего для раненых в больницах Вашингтона; собирала материалы для Grand Sanitary Commission.
В 1863 году политик Джеймс Роллинз познакомил Лавинию Рим со скульптором Кларком Миллсом, и в следующем году она стала ученицей в скульптурной студии Миллса. Уже в 1864 году президент Авраам Линкольн согласился позировать для неё по утрам в течение пяти месяцев. В результате был создан бюст президента США. В это время Рим также начала вести интенсивную рекламу своей деятельности, продавая свои фотографии и привлекая внимание газет.
Лавиния Рим стала самым молодым художником и первой женщиной, получившей заказ от правительства США на изготовление статуи президента Линкольна. 28 июля 1866 года, когда ей было восемнадцать лет, Лавиния получила голосованием Конгресса заказ на полноразмерную статую Линкольна из каррарского мрамора. Она использовала свою предыдущую работу — бюст Линкольна — для участия в отборочном конкурсе на создание скульптуры президента в натуральную величину. Свою макетную работу она выполняла в комнате А (Room A) в подвале Капитолия, оборудованную под студию.
После того, как правительство США одобрило гипсовую модель, скульптор отправилась в Европу, посетив Париж (здесь брала уроки у Леона Бонна), Мюнхен и Флоренцию, остановилась в Риме, чтобы создать окончательную мраморную фигуру Линкольна. Её студия в Риме находилась на Via de San Basile, 45. Когда работа над статуей была завершена, Лавиния Рим вернулась в Вашингтон. 25 января 1871 года статуя президента Соединённых Штатов Авраама Линкольна из белого мрамора была открыта в ротонде Капитолия США; автору этой скульптуры было всего 23 года.
Затем Рим открыла собственную студию в Нью-Йорке на Бродвее в доме 704. В 1871 году она выставлялась на Ярмарке Американского института. Вернувшись в Вашингтон, открыла студию и салон на Пенсильвания-авеню, 235. В 1876 году она выставлялась на Всемирной выставке в Филадельфии. Создала много скульптур известных людей. После лоббирования прославленного генерала Уильяма Шермана и миссис Фаррагут (Mrs. Farragut) она выиграла конкурс на создание скульптуры адмирала Дэвида Фаррагута, которая была открыта на площади Фаррагута в Вашингтоне 25 апреля 1881 года
Её мраморные работы America, The West и Miriam были выставлены в Женском здании Всемирной выставки 1893 года в Чикаго. Она же была автором первой в США отдельно стоящей скульптуры коренного американца — статуи «Секвойя» (вождя индейского племени чероки Секвойи), которая находится в Скульптурном зале Капитолия.
Умерла 20 ноября 1914 года в Вашингтоне. Похоронена на Арлингтонском национальном кладбище. На могиле Лавинии Рим установлена скульптура Sappho, выполненная ею же.

### Личная жизнь
Была замужем за военным — бригадным генералом инженерных войск США Ричардом Хокси (с 28 мая 1878 года). У них был один сын Ричард Рим Хокси (1883—1936). Работа Лавинии в качестве скульптора практически прекратилась во время замужества, так как Ричард считал, что для викторианской жены неприлично зарабатывать деньги. Семья жила в Вашингтоне и имела летний дом в Айова-Сити, штат Айова. Супруг Лавинии был похоронен рядом с ней на семейном участке Арлингтонского кладбища.

## Память
- В США была выпущен почтовый конверт первого дня в честь Лавинии Рим и её работы над статуей «Секвойя».
- Художник Джордж Калеб Бингхэм создал несколько её портретов.
- Город Винита, штат Оклахома, был назван в честь Лавинии Рим.